# Pyrrhulomyces
Pyrrhulomyces E.J. Tian & Matheny – rodzaj grzybów z rodziny pierścieniakowatych (Strophariaceae).

## Systematyka i nazewnictwo
Pozycja w klasyfikacji według Index Fungorum: Strophariaceae, Agaricales, Agaricomycetidae, Agaricomycetes, Agaricomycotina, Basidiomycota, Fungi.
Jest to niedawno utworzony rodzaj, do którego włączono gatunki wcześniej zaliczane do rodzajów Stropharia (pierścieniak) lub Psilocybe (łysiczka).
Gatunki:
- Pyrrhulomyces amariceps E.J. Tian & Matheny 2020
- Pyrrhulomyces astragalinus (Fr.) E.J. Tian & Matheny 2020 – tzw. łuskwiak szafranowoczerwony
- Pyrrhulomyces subincarnatus (Murrill) Beker & U. Eberh. 2023[2]

Nazwy naukowe na podstawie Index Fungorum. Nazwy polskie według Władysława Wojewody.